# 玉川村 (福島県石城郡)
玉川村（たまがわむら）は、福島県石城郡にかつてあった村。

## 歴史
- 1889年（明治22年）4月1日 - 町村制施行に伴い磐前郡住吉村、岡小名村、林城村、相子島村、大原村、南富岡村、島村、金成村、岩出村、野田村が合併し、玉川村が発足。
- 1893年（明治26年）4月1日 - 郡の統合により石城郡に所属。
- 1941年（昭和16年）8月15日 - 石城郡小名浜町に編入。同日玉川村廃止。
- 1954年（昭和29年）3月31日 - 小名浜町が泉町・江名町・渡辺村と合併して磐城市となる。
- 1966年（昭和41年）10月1日 - 磐城市が平市・常磐市・内郷市・勿来市、石城郡小川町・遠野町・四倉町・川前村・田人村・好間村・三和村、双葉郡久之浜町・大久村と合併していわき市が発足。